# 阿莫杰·雅各布
阿莫杰·雅各布（Amoj Jacob，1998年5月2日—），印度男子田径运动员，主攻400米短跑，2017年亚洲田径锦标赛男子4×400米接力金牌得主、2022年亚洲运动会男子4×400米接力金牌得主。